# Sklené (Vysočina)
Sklené é uma comuna checa localizada na região de Vysočina, distrito de Žďár nad Sázavou.